# Liste der olympischen Medaillengewinner aus Syrien
Das syrische NOC al-Ladschna al-ulimbiyya as-suriyya wurde 1948 vom Internationalen Olympischen Komitee aufgenommen.

## Medaillenbilanz
Bislang konnten vier Sportler aus Syrien jeweils eine olympische Medaille erringen (1 × Gold, 1 × Silber und 2 × Bronze).
| Syrien bei den Olympischen Sommerspielen                                       | Syrien bei den Olympischen Sommerspielen | Syrien bei den Olympischen Sommerspielen | Syrien bei den Olympischen Sommerspielen | Syrien bei den Olympischen Sommerspielen | Syrien bei den Olympischen Sommerspielen |      | Syrien bei den Olympischen Winterspielen | Syrien bei den Olympischen Winterspielen | Syrien bei den Olympischen Winterspielen | Syrien bei den Olympischen Winterspielen | Syrien bei den Olympischen Winterspielen | Syrien bei den Olympischen Winterspielen |
| Jahr                                                                           | Gold                                     | Silber                                   | Bronze                                   | Gesamt                                   | Rang                                     | Jahr | Gold                                     | Silber                                   | Bronze                                   | Gesamt                                   | Rang                                     |                                          |
| 1948                                                                           | 0                                        | 0                                        | 0                                        | 0                                        |                                          |      | 1948                                     | –                                        | –                                        | –                                        | –                                        | –                                        |
| 1952                                                                           | –                                        | –                                        | –                                        | –                                        | –                                        |      | 1952                                     | –                                        | –                                        | –                                        | –                                        | –                                        |
| 1956                                                                           | –                                        | –                                        | –                                        | –                                        | –                                        |      | 1956                                     | –                                        | –                                        | –                                        | –                                        | –                                        |
| 1960                                                                           | –                                        | –                                        | –                                        | –                                        | –                                        |      | 1960                                     | –                                        | –                                        | –                                        | –                                        | –                                        |
| 1964                                                                           | –                                        | –                                        | –                                        | –                                        | –                                        |      | 1964                                     | –                                        | –                                        | –                                        | –                                        | –                                        |
| 1968                                                                           | 0                                        | 0                                        | 0                                        | 0                                        |                                          |      | 1968                                     | –                                        | –                                        | –                                        | –                                        | –                                        |
| 1972                                                                           | 0                                        | 0                                        | 0                                        | 0                                        |                                          |      | 1972                                     | –                                        | –                                        | –                                        | –                                        | –                                        |
| 1976                                                                           | –                                        | –                                        | –                                        | –                                        | –                                        |      | 1976                                     | –                                        | –                                        | –                                        | –                                        | –                                        |
| 1980                                                                           | 0                                        | 0                                        | 0                                        | 0                                        |                                          |      | 1980                                     | –                                        | –                                        | –                                        | –                                        | –                                        |
| 1984                                                                           | 0                                        | 1                                        | 0                                        | 1                                        | 33                                       |      | 1984                                     | –                                        | –                                        | –                                        | –                                        | –                                        |
| 1988                                                                           | 0                                        | 0                                        | 0                                        | 0                                        |                                          |      | 1988                                     | –                                        | –                                        | –                                        | –                                        | –                                        |
| 1992                                                                           | 0                                        | 0                                        | 0                                        | 0                                        |                                          |      | 1992                                     | –                                        | –                                        | –                                        | –                                        | –                                        |
| 1996                                                                           | 1                                        | 0                                        | 0                                        | 1                                        | 49                                       |      | 1994                                     | –                                        | –                                        | –                                        | –                                        | –                                        |
| 2000                                                                           | 0                                        | 0                                        | 0                                        | 0                                        |                                          |      | 1998                                     | –                                        | –                                        | –                                        | –                                        | –                                        |
| 2004                                                                           | 0                                        | 0                                        | 1                                        | 1                                        | 71                                       |      | 2002                                     | –                                        | –                                        | –                                        | –                                        | –                                        |
| 2008                                                                           | 0                                        | 0                                        | 0                                        | 0                                        |                                          |      | 2006                                     | –                                        | –                                        | –                                        | –                                        | –                                        |
| 2012                                                                           | 0                                        | 0                                        | 0                                        | 0                                        |                                          |      | 2010                                     | –                                        | –                                        | –                                        | –                                        | –                                        |
| 2016                                                                           | 0                                        | 0                                        | 0                                        | 0                                        |                                          |      | 2014                                     | –                                        | –                                        | –                                        | –                                        | –                                        |
| 2020                                                                           | 0                                        | 0                                        | 1                                        | 1                                        | 86                                       |      | 2018                                     | –                                        | –                                        | –                                        | –                                        | –                                        |
| 2024                                                                           | 0                                        | 0                                        | 0                                        | 0                                        |                                          |      | 2022                                     | –                                        | –                                        | –                                        | –                                        | –                                        |
| Gesamt                                                                         | 1                                        | 1                                        | 2                                        | 4                                        |                                          |      | Gesamt                                   | 0                                        | 0                                        | 0                                        | 0                                        |                                          |
| \| \| Gold \| Silber \| Bronze \| Gesamt \| \| Ges. S+W \| 1 \| 1 \| 2 \| 4 \| |                                          |                                          |                                          |                                          |                                          |      |                                          |                                          |                                          |                                          |                                          |                                          |
|                                                                                | Gold                                     | Silber                                   | Bronze                                   | Gesamt                                   |                                          |      |                                          |                                          |                                          |                                          |                                          |                                          |
| Ges. S+W                                                                       | 1                                        | 1                                        | 2                                        | 4                                        |                                          |      |                                          |                                          |                                          |                                          |                                          |                                          |

## Medaillengewinner
| Name           | Sportart       | Jahr / Disziplin                                         | Gold | Silber | Bronze | Gesamt |
| -------------- | -------------- | -------------------------------------------------------- | ---- | ------ | ------ | ------ |
| Naser Al Shami | Boxen          | 2004 in Athen: Schwergewicht (bis 91 kg)                 | 0    | 0      | 1      | 1      |
| Man Asaad      | Gewichtheben   | 2020 in Tokio: Superschwergewicht (über 109 kg)          | 0    | 0      | 1      | 1      |
| Joseph Atiyeh  | Ringen         | 1984 in Los Angeles: Freistil Schwergewicht (bis 100 kg) | 0    | 1      | 0      | 1      |
| Ghada Shouaa   | Leichtathletik | 1996 in Atlanta: Siebenkampf, Frauen                     | 1    | 0      | 0      | 1      |